# Colobothea plebeja
Colobothea plebeja är en skalbaggsart som beskrevs av Aurivillius 1902. Colobothea plebeja ingår i släktet Colobothea och familjen långhorningar. Inga underarter finns listade i Catalogue of Life.